# Шиц, Борис
Бо́рис Шиц (пол. Borys Michał Szyc-Michalak; 4 сентября 1978, Лодзь, Польша) — польский актёр театра и кино, актёр дубляжа и музыкант.

## Биография
Борис Шиц родился в Лодзи, окончил Театральную академию им. Александра Зельверовича (пол. Akademia Teatralna im. Aleksandra Zelwerowicza) в Варшаве. С 2001 является актёром театра «Teatr Współczesny», параллельно снимаясь и в кино. Широкую известность Шицу принесла одна из главных ролей в фильме Юлиуша Махульского «Ва-банк 3» (2004 год). 
Борис Шиц становился обладателем нескольких польских театральных наград, а в 2010 году, за роль в фильме «Польско-русская война», стал лауреатом кинонаграды «Орлы» в категории «Лучший актёр». Рекордсмен по количеству полученных антинаград «Змея» (5 статуэток).
В 2019 снялся в нескольких эпизодах британского сериала «Мир в огне» в роли польского солдата Конрада.

## Фильмография
- Канун весны / Przedwiośnie (2001, реж. Филип Байон)
- Пианист / Pianista (2001, реж. Роман Поланский)
- Симметрия / Symetria (2003, реж. Конрад Невольский)
- Ва-банк 3 / Vinci (2004, реж. Юлиуш Махульский)
- Удары / Pręgi (2004, реж. Магдалена Пекож)
- Уроки английского / Job, czyli ostatnia szara komórka (2006, реж. Конрад Невольский)
- Тестостерон / Testosteron (2007, реж. Томаш Конецкий и Анджей Сарамонович)
- 2007 — Тайна секретного шифра / Tajemnica twierdzy szyfrów — Матиас Беер
- Польско-русская война / Wojna polsko-ruska (2009, реж. Ксаверы Жулавский)
- Энэн (Н.Н.) / Enen (2009 год, реж. Феликс Фальк)
- Варшавская битва. 1920 (2011, реж. Ежи Гофман)
- Одиннадцатое сентября 1683 года / Bitwa pod Wiedniem (2012, реж. Ренцо Мартинелли)
- Пилсудский  (2019, реж. Михал Роса)
- Мир в огне (2019, британский сериал канала BBC)
- В ночь (2020)

## Роли в театре
- Bambini di Praga (2001, реж. Агнешка Глиньская, по произведению Б. Грабала)
- Wniebowstąpienie (2002, реж. Мацей Энглерт, по произведению Т. Конвицкого)
- Stracone zachody miłości (2003, реж. Агнешка Глиньская, по произведению У. Шекспира)
- Pułkownik Ptak - (2003, реж. Пётр Новак, по произведению Х. Бойчева)
- Dobry wieczór kawalerski (2003, реж. Ежи Боньчак, по произведению Д. Труколявской)
- Porucznik z Inishmore - (2003, реж. Мацей Энглерт, по произведению М. МакДонаха)
- Nieznajoma z Sekwany - (2004, реж. Агнешка Глиньская, по произведению Э. фон Хорвата)
- Transfer (2005, реж. Мацей Энглерт, по произведению М. Курочкина)
- Udając ofiarę - (2006, реж. Мацей Энглерт, по произведению братьев Пресняковых)
- Proces - (2008, реж. Мачей Энглерт, по произведению Ф. Кафки)
- Sztuka bez tytułu (2009, реж. Агнешка Глиньская, по произведению А. Чехова)[5]

## Дубляж
- Assassin’s Creed — Малик Аль-Саиф